# Josef Roth
Josef Emanuel Roth, född 2 oktober 1888 i Kungsholms församling i Stockholm, död 28 juli 1939 i Adolf Fredriks församling, Stockholm, var riksevangelist i Svenska Missionsförbundet 1919–1939 och författare.

## Biografi
Josef Roth var son till  Pontus Adreasson Roth (1861–1897) och Karolina Olsdotter Andersson (1864–1946). Han växte upp i Immanuelskyrkan, Stockholm och han var tidigt involverad i KFUM:s verksamhet och arbetade som ung både som juniorsekreterare och på bokförlaget inom Svenska Missionsförbundet.
Som evangelist var han knuten till SMU och hans djupa evangeliska budskap hade ofta en inriktning på sociala frågor och fredsarbete. 
Roth skrev ett flertal skrifter och pamfletter om evangeliet, fredsarbete och broderskap.
Han var en av huvudtalarna 1922 då Svenska Missionsförbundets evangelistkår hade en konferens på Hönö, vilket senare utvecklades till Hönökonferensen.